# Lubow Wołosowa
Lubow Michajłowna Wołosowa (ros. Любовь Михайловна Волосова; ur. 16 sierpnia 1982 w Ułan Ude) – rosyjska zapaśniczka, brązowa medalistka olimpijska, trzykrotna wicemistrzyni świata, dwukrotna mistrzyni Europy.
Brązowa medalistka igrzysk olimpijskich w Londynie w kategorii 63 kg oraz czterokrotna medalistka mistrzostw świata w zapasach w stylu wolnym – trzykrotna srebrna (2001, 2008, 2009) i brązowa (2010). Na mistrzostwach Europy zdobyła dwa złote medale (2006, 2010) oraz jeden brązowy.
Trzecia w Pucharze Świata w 2012; czwarta w 2002; siódma w 2001 i dziewiąta w 2003. Mistrzyni Europy juniorów w 2002 i wicemistrzyni świata w 2000 i 2001 roku.
Mistrzyni Rosji w 2009 i 2011, druga w 2008 i 2010 i trzecia w 2007, 2012 i 2016 roku.